# Région d'Interlake
La région de Interlake est une division du Manitoba au Canada.

## Principales communautés
Selkirk est la plus grande ville de la région.